# Буэнфиль, Рауль
Рауль Аустреберто Буэнфиль Камарго (исп. Raul Austreberto Buenfil Camargo) (22 мая 1966, Мехико, Мексика) — мексиканский актёр театра и кино, запомнившийся зрителям как исполнитель отрицательных ролей и злодеев.

## Биография
Родился 22 мая 1966 года в Мехико. В возрасте 13 лет дебютировал как театральный актёр, после окончания средней школы поступил в институт UNAM на факультет драматической литературы и театра, а после его окончания вдобавок поступил и в CEA. В мексиканском кинематографе дебютировал в 1988 году и с тех пор снялся в 21 работе в кино и телесериалах. 

## Фильмография

### Избранные телесериалы
- 1985-2007 — «Женщина, случаи из реальной жизни»
- 1988 — «Сладкое желание» — Пепе Ботелло.
- 1992 — «Дедушка и я» — Падре Дамиан.
- 1997 — «Однажды у нас вырастут крылья» — Грегорио Луке.
- 1998-99 — «Привилегия любить» — Фреско Вача.
- 2000-01 — «Обними меня крепче» — Данди.
- 2011-н. в. — «Как говорится» — Фаусто.

### Избранные фильмы
- 1989 — «Операция убийство»

## Театральные работы
- Иисус Христос — суперзвезда